# Nostra Parla
Nostra Parla (en castellano, Nuestra Habla) fue una entidad fundada en 1916 por catalanes, valencianos, mallorquines y roselloneses con la finalidad principal de impulsar la unidad de la lengua catalana, respetando sus variantes, por lo que contaba con secciones en Cataluña, Valencia, Islas Baleares y el Rossellón y por la misma razón la revista del mismo nombre que editó tenía delegaciones en Barcelona, Valencia, Palma de Mallorca y Perpiñán. Su presidente honorario fue Angel Guimerá y su presidente efectivo Jaume Bofill i Mates, a quien le sucedió Nicolau d'Olwer. Su secretario fue Josep Maria de Casacuberta. Se extendió por numerosas localidades y organizó cursos de gramática. Dejó de existir tras el triunfo del golpe de Estado de Primo de Rivera de 1923.

## Nostra Parla en Valencia
La sección de Valencia estuvo presidida por el joven estudiante de Historia Francesc Almela i Vives, que también era vicepresidente de la Agrupació Nacionalista Escolar (fundada a finales de 1918), y que ya había destacado en su defensa de «la importancia de una escuela en valenciano». El año más activo en favor de la dignificación y la consolidación cultural de la lengua propia fue 1922, en el que Nostra Parla envió una circular en valenciano a todos los ayuntamientos pidiendo que «en las escuelas de esa localidad se den enseñanzas del idioma valenciano» y también se hizo una petición similar al Centre de Cultura Valenciana, una entidad en la órbita de Lo Rat Penat, para «que la lengua valenciana sea la única que uséis en todos los actos y en todas las publicaciones».
El acto más ambicioso de ese año de 1922, y de toda su trayectoria, fue la celebración en julio de la Asamblea de Nuestra Parla que contó con el patrocinio de las tres diputaciones provinciales y que se celebró en los salones del Palau de la Generalitat, nueva sede de la Diputación Provincial de Valencia. En principio estaba dedicada al estudio de la función social de la lengua (con ponencias que abarcaban sus diversos ámbitos: «El valencià en la premsa», «El valencià en la Universitat», «El valencià en la Medicina», «El valencià en l'Escola», «El valencià en l'Església», «El valencià en els tribunals», «El valencià en l'Ajuntament», «El valencià en la Diputació», «El valencià en la llar» ['El valenciano en el hogar']) pero pronto sobrepasó ese propósito, como lo destacó el presidente de la Diputación Provincial de Alicante Pere Beneyto: «Unidos bajo el idioma común, laboraremos para la reconstrucción del espíritu valenciano». La Veu de Catalunya la interpretó como el primer paso para la constitución de la Mancomunidad Valenciana. Por otro lado, desde la Asamblea se pidió al arzobispado de Valencia que se usara la lengua vernácula en los actos religiosos y en las predicaciones, petición que fue respondida de forma muy amistosa por el arzobispo Enrique Reig Casanova.
En la Asamblea también participó el líder del blasquismo Félix Azzati, lo que resultó sorprendente teniendo en cuenta las posiciones contrarias al valencianismo (y al valenciano) que había mantenido hasta entonces. En una entrevista que le había hecho en enero Maximilià Thous para La Correspondencia de Valencia, el diario de la Unió Valencianista Regional, ya había manifestado que consideraba a «los actuales valencianistas» como los «salvadores de la ciudad y de la región», añadiendo a continuación: «Creo que para que el partido [blasquista] de Unión Republicana de Valencia, adopte todas las conclusiones del programa valencianista, quizás, quizás, incluso la reivindicación del idioma, que hemos discutido, bastaría la declaración explícita de las entidades valencianistas en una franca profesión de fe republicana». Y durante la celebración de la Asamblea proclamó: «Queremos decir al centralismo que España es un bloque de mármol, sobre el que destaca un poderoso relieve: Valencia. Si sus aspiraciones no son atendidas, si su ideología no es respetada, puede ocurrir que, "a poc que espenten" ['a poco que empujen'], el relieve se despegue del marco que lo encierra». Y llegó a proponer la creación de una Universidad Valenciana de Altos Estudios, financiada por el Ayuntamiento de Valencia, justificándola con el argumento de que «bien está la enseñanza del valenciano en la escuela, pero ha de extenderse esta aspiración llevándola a más altos estudios». Pero algunos sectores valencianistas dudaron de la sinceridad de la «conversión» de Azzati, como El Crit de la Muntanya que se «extrañaba» de sus «estridencia autonomistas» y lo achacaba a «una defensa de la olla que no debe preocupar al gobierno central».
El historiador Alfons Cucó ha destacado la trascendencia de la Asamblea de Nuestra Parla para el desarrollo del movimiento nacionalista valenciano «al hacerlo llegar a sectores políticos que hasta entonces se habían mostrado refractarios», además de señalar «las singularidades socioculturales y políticas imperantes en el País Valenciano, y constituir, tal como afirmó La Veu de Catalunya una "verdadera revelación de energías latentes y de posibilidades ilimitadas"». Cucó también ha subrayado los esfuerzos que se hicieron para «ampliar su radio de acción más allá de los límites de la ciudad de Valencia. Probablemente, fruto de su labor en Castellón de la Plana fue el acuerdo que adoptó el Ayuntamiento de esta ciudad en el que declaraba, a efectos municipales, la cooficialidad de la lengua del país».
El triunfo del golpe de Estado de Primo de Rivera en septiembre de 1923 acabó con las actividades Nostra Parla, así como con las de otras entidades valencianistas como la Associació Protectora de l'Ensenyança Valenciana —todavía en estado embrionario— o el grupo de Pàtria Nova, aunque la Dictadura de Primo de Rivera contó con el apoyo entusiasta, al menos inicialmente, de la derecha valencianista, representada por Unió Valencianista Regional.